# Чемпионат мира по снукеру в парном разряде
Чемпионат мира по снукеру в парном разряде (англ. World Doubles Championship, известный также как Hofmeister World Doubles (1982—1986) или Fosters World Doubles (1987) по названиям спонсоров) — профессиональный нерейтинговый снукерный турнир, проходивший в 1982—1987 годах как главный турнир для пар.
Турнир был создан для привлечения внимания телеаудитории разными версиями соревнований по снукеру. Проводился в Crystal Palace National Recreation Centre, Лондон, через год перебрался в Derngate Centre, Нортгемптон. В 1987 году прекратил существование ввиду невозможности стыковки с основным календарём снукера.
В четырёх из шести розыгрышей сильнейшей была пара Стив Дэвис — Тони Мео.

## Победители
| Год                      | Чемпионы                   | Финалисты                    | Счёт                     | Сезон                    |
| Hofmeister World Doubles | Hofmeister World Doubles   | Hofmeister World Doubles     | Hofmeister World Doubles | Hofmeister World Doubles |
| ------------------------ | -------------------------- | ---------------------------- | ------------------------ | ------------------------ |
| 1982                     | Стив Дэвис Тони Мео        | Терри Гриффитс Дуг Маунтджой | 13:2                     | 1982/83                  |
| 1983                     | Стив Дэвис Тони Мео        | Тони Ноулз Джимми Уайт       | 10:2                     | 1983/84                  |
| 1984                     | Алекс Хиггинс Джимми Уайт  | Клифф Торбурн Вилли Торн     | 10:2                     | 1984/85                  |
| 1985                     | Стив Дэвис Тони Мео        | Тони Джонс Рэй Риардон       | 12:5                     | 1985/86                  |
| 1986                     | Стив Дэвис Тони Мео        | Майк Халлетт Стивен Хендри   | 12:3                     | 1986/87                  |
| Fosters World Doubles    |                            |                              |                          |                          |
| 1987                     | Майк Халлетт Стивен Хендри | Клифф Торбурн Деннис Тейлор  | 12:8                     | 1987/88                  |